# T.J. Cinnamons
A T.J. Cinnamons foi uma cadeia americana de fast food especializada em kanelbulle.
A empresa foi fundada em 1985 por Ted e Joyce Rice, marido e mulher. Ted era operador de câmara do canal 5 da KCTV e Joyce era professora do quinto ano. O primeiro T.J. Cinnamons abriu no Ward Parkway Shopping Center em Kansas City, Missouri, em janeiro de 1985. Na altura, os rolos de canela custavam US$ 1,25.
Em 1989, a empresa tinha mais de 230 pontos de venda nos Estados Unidos e no Canadá.
Em 1996, a T.J.Cinnamons foi comprada pela Arby's, que era uma subsidiária da Triarc Companies. Em 2011, a Triarc Companies (atualmente conhecida como The Wendy's Company) vendeu 81,5% da Arby's ao Roark Capital Group, embora a cadeia T.J. Cinnamons tenha permanecido na Wendy's Company. Muitas lojas da Arby's continuam tendo T.J. Cinnamons, apesar de a Roark (através da sua filial Focus Brands) ser proprietária da sua rival mais conhecida, a Cinnabon.